# Alexander Jurjewitsch Drosdenko

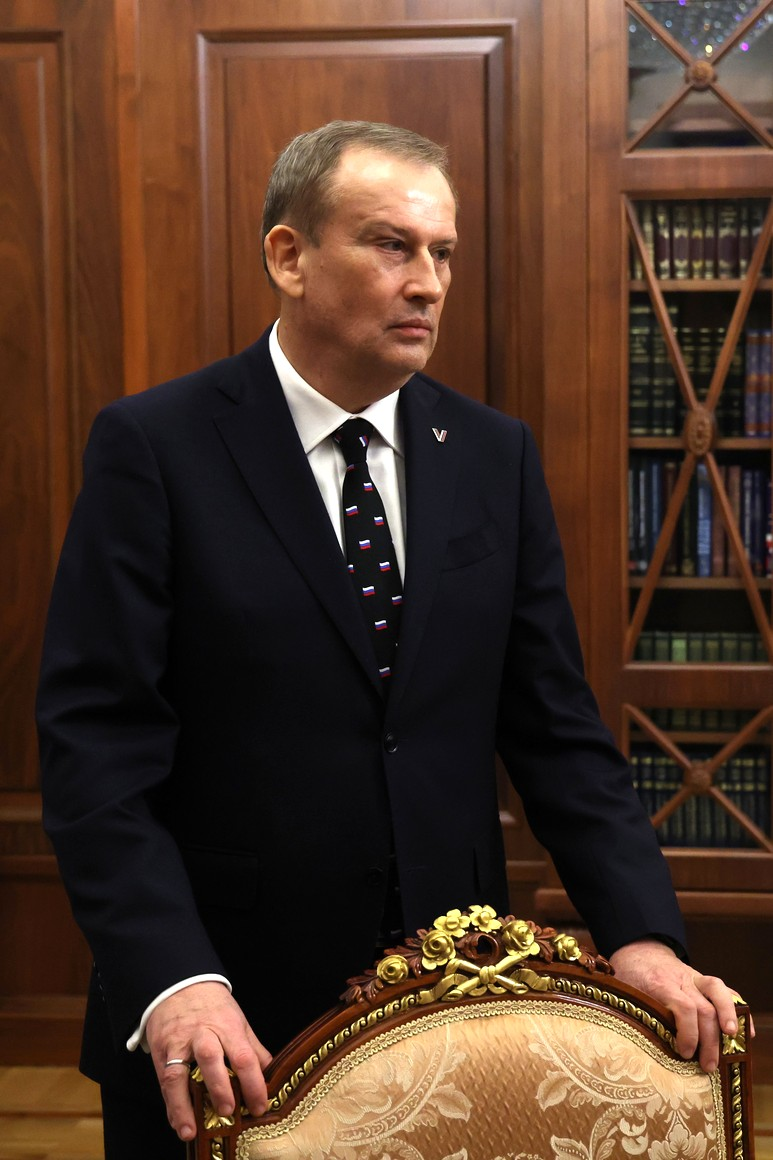
Alexander Jurjewitsch Drosdenko

Alexander Jurjewitsch Drosdenko (russisch Александр Юрьевич Дрозденко; * 1. November 1964 im Rajon Swerdlowsk, heute Audan Baisaq, Gebiet Schambyl, Kasachische SSR, UdSSR) ist ein russischer Politiker und Staatsmann.

## Leben
Drosdenko schloss 1986 ein Studium der Wirtschaftswissenschaften am Landwirtschaftlichen Institut Leningrad (heute Staatliche Agraruniversität Sankt Petersburg) ab und erwarb 2007 noch einen Doktortitel in diesem Fachbereich. 
Von 1988 bis 2002 war er in verschiedenen Funktionen des Rajons Kingiseppski, einer von 17 Provinzen der Oblast Leningrad, tätig, unter anderem als Bürgermeister dieses Bezirks inne, bevor er ins Amt des Vizegouverneurs der Oblast Leningrad aufrückte.
Im Mai 2012 wurde Drosdenko zum Gouverneur der Oblast Leningrad berufen. Im September 2015 bestätigte ihn Präsident Wladimir Putin in seinem Amt. Fünf Jahre später wurde er wiedergewählt. 
Wegen der aktiven Unterstützung des russischen Angriffskrieges gegen die Ukraine wurde Drosdenko 2022 von der britischen Regierung sanktioniert.